# Phagomyxida
A Phagomyxida obligát endoparazita Rhizaria-csoport az Endomyxa törzsben. A Plasmodiophorida testvércsoportja, egyetlen ismert családja a Phagomyxidae.

## Történet
1993-ban hozta létre Thomas Cavalier-Smith.
2020-ban 18S rRNS alapján Hittorf et al. kimutatták, hogy a Spongospora és a Plasmodiophora nemzetségek polifiletikusak, utóbbi két faja különböző rendekbe tartozik: a Plasmodiophora brassicae a Plasmodiophorida, a Plasmodiophora diplanterae a Phagomyxida rendbe, utóbbi így eredeti nevét (Ostenfeldiella diplanterae Ferd. et Winge 1914) kapta vissza.
2022-ben Hittorf et al. 18S rRNS alapján kimutatták, hogy a korábban Sorosphaerula radicalisnak nevezett faj is a Hillenburgia nemzetség tagja, így átnevezték Hillenburgia radicalisra.

## Morfológia
Míg a Phagomyxa-fajok a citoplazma és sejtszervecskéi fagocitózisa révén táplálkoznak, és azokat pigmentált emésztő űröcskékben tárolják, a Maullinia nem rendelkezik feltűnő emésztő űröcskével, és 2023-ig nem észlelték gazdája sejtszervecskéi bekebelezését, így ozmotrófnak tűnt, de 2023-ban a fagotróf viselkedésre utaló molekuláris jeleket találtak.

## Életciklus
Karling 1968-ban feltételezte, hogy a Plasmodiophoridától a nyugalmi állapotú spórák hiánya különbözteti meg, azonban 2012-ben Goecke et al. kimutatták, hogy van a Phagomyxidának legalább 1 spóraképző faja.
A Maullinia ectocarpii zoospórákkal és spórangiumokkal rendelkezik, nyugalmi állapotú spórát nem figyeltek meg esetében, míg a Maullinia braseltonii esetén a zoospórák és primer spórangiumok nem ismertek, míg a nyugalmi állapotú spórák igen.

## Ökológia
Jobbára barnamoszatok és diatómák parazitái, egyes fajok az Oomycetesben is paraziták lehetnek.

## Taxonómia
1993-ban hozta létre Thomas Cavalier-Smith, egyetlen nemzetsége a Phagomyxa volt. Később a korábban a Plasmodiophoridae családba sorolt Maullinia is idekerült.
- Phagomyxa Karling, 1944
- Maullinia I. Maier, E. R. Parodi, Westermeier et D. G. Müll., 2000

## Jelentőség
A Maullinia braseltonii daganatszerű növekedéseket okoz a Durvillaea antarctica barnamoszatban. Ilyen járvány történt 2011 nyarán is. E parazita változó alakú és méretű, de általában kerek vagy ellipszis keresztmetszetű és 0,5–4 cm átmérőjű duzzanatokat okoz elszórt szövetekkel. Propídium-jodiddal kimutatható a fertőzés.
Bár a barnamoszatokra káros hatással van – fonalaik repedése csökkenti a biztonságos helyet az önálló algáknak, megváltoztatja az áramlatokat, és gyengíti az algát, a jobb úszás és a barnamoszatok leválás utáni életképessége növelheti azok elterjedését és a példányok lehetséges számát. Nem ismert, hogy ez a genetikai rekombináció megfelelő lehetőségét növeli-e, de valószínűleg növeli a M. braseltonii elterjedését.
A Maullinia ectocarpii többek közt a Macrocystis pyrifera parazitája.

## Fordítás
Ez a szócikk részben vagy egészben  a   Phagomyxid című angol Wikipédia-szócikk ezen változatának fordításán alapul.  Az eredeti cikk szerkesztőit annak laptörténete sorolja fel. Ez a jelzés csupán a megfogalmazás eredetét és a szerzői jogokat jelzi, nem szolgál a cikkben szereplő információk forrásmegjelöléseként.